# マーティー・ブレイシー
マーティー・ブレイシー（Marty Bracey）は、アメリカ出身のドラマー。

## 来歴
- 1966年 - 12歳。ドラムを始める。
- 1972年 - 18歳。アメリカにてプロデビュー。ジャッキー・ウィルソン、ザ・シャイライツ、タイロン・デイビス等のドラマーとして全米ツアーに同行。
- 1973年 - U.S.AIRFORCEでの来日を機に日本滞在を決意。
- 1978年 - 日本でのプロデビュー。中原理恵、大橋純子等と行動を共にする。
- 1980年 - もんた&ブラザーズのメンバーとなる。

## 主な共演
- 中原理恵
- 大橋純子
- 矢野顕子
- 本田美奈子
- 上田正樹
- 富田勲
- 松原みき
- オメガトライブ
- 八神純子
- 桂銀淑
- コロッケ
- 小沢健二
- 菊田俊介
- 伊藤広規
- ジャッキー・ウィルソン
- 高石ともや
- CHAR
- 中本マリ
- ミッキー・カーチス
- 岡本博文
- 島袋寛子
- 谷口キヨコ

## ディスコグラフィ
- 『MYSTIC HEART』（1980年）
- 『ARRIVAL』（1984年）
- 『Soul-shogun』（2003年）
- 『YASUKE (弥助) / BLACK SAMURAI』（2020年）

## テレビ出演
- Black Samurai 信長に仕えたアフリカン侍・弥助（2021年、NHK BSプレミアム）